# Ikoma (ギタリスト)
ikoma（いこま、1989年1月20日 - ）は、日本のバンド、ラックライフのギター、コーラス担当。
大阪府出身。身長182センチ。体重53キロ。血液型A型(Rh-)。

## 人物
愛称はイコちゃん。妹がいる。父親の影響で中学生の頃にアコースティック・ギターをはじめる。
高校入学当初は、ラックライフの前身バンド結成よりも前にベーシストとしてLOVE大石とバンドを結成、ラックライフの前身バンド結成時にギターに転向。初めて買ったCDは、GLAYの「pure soul」。高校時代の成績は学年トップであった。高校卒業後、成蹊大学へ進学した。
高校一年生の時、10トントラックとの衝突事故に遭い、4ヶ月入院。輸血が必要だったが、RH-の血液がなく「(血液を)自力生産し、一命を取り留めた」とラックライフTV内で語っていた。
あまり感情を表に出さないクールな性格だと思われがちだが、PON曰わく「お酒を飲むと熱く語ることもある」。
メインギターはオーダーメイドのフェンダー・ストラトキャスターを使用し、最近のMV内ではフェンダー・ジャズマスターを使っている。ライブでは両方のギターを曲に合わせて使っている。ギターアンプはフェンダー Super Reverb。現在は66年製Twin Reverb。